# Madgropspindel
Madgropspindel (Baryphyma pratense) är en spindelart som först beskrevs av John Blackwall 1861.  Madgropspindel ingår i släktet Baryphyma och familjen täckvävarspindlar. Enligt den svenska rödlistan är arten nära hotad i Sverige. Arten förekommer i Götaland. Artens livsmiljö är våtmarker. Inga underarter finns listade i Catalogue of Life.